# Svatební hostina

Bojarská svatební hostina, Konstantin Makovskij, 1883

Svatební hostina je příležitost k oslavě spojení dvou lidí svazkem manželským. Na svatební hostině probíhají například tyto svatební zvyky: společná polévka ženicha a nevěsty, krájení dortu, po hostině i první manželský tanec nebo stahování podvazku.
Velmi důležitý je na svatbě zasedací pořádek. Ten se odvíjí v první řadě od toho, jaký tvar stolů zvolíme. Nejčastěji využívané je uspořádání do písmene U, T, I, dále obdélníkové nebo kruhové uspořádání. Časté bývá také rozmístění několika menších kruhových stolů po celém sále. Nevěsta (novomanželka) s ženichem (novomanželem) mají vždy mít nejčestnější místa, nevěsta po novomanželově pravici. Vedle nevěsty sedí ženichův otec a dále ženichova matka. Vedle ženicha sedí nevěstina matka a dále nevěstin otec. Vedle ženichovy matky sedí svědkové. Svědkyně sedí zleva od nevěstina otce. Svědek napravo od matky ženicha. Pokud jsou svědci s partnery, sedí jejich partneři vedle nich. Na čestných místech poblíž novomanželů sedí také prarodiče, sourozenci, dále pak přátelé, další příbuzní a ostatní hosté. Obvyklé je usazovat střídavě muže a ženy, partnery naproti sobě. Vhodné je označit předem místa jmenovkami.